# تاديوز بافووفسكي
تاديوز بافووفسكي (بالبولندية: Tadeusz Pawłowski)‏ هو لاعب كرة قدم بولندي في مركز الوسط، ولد في 14 أكتوبر 1953 في فروتسواف في بولندا. شارك مع منتخب بولندا لكرة القدم. أما مع النوادي، فقد لعب مع فيسوا كراكوف.